# Dichapetalaceae
Famille
Classification APG III (2009)
Les Dichapetalaceae (les Dichapétalacées) sont une famille de plantes à fleurs dicotylédones de l'ordre des Malpighiales comprenant plus de 160 espèces réparties en 2 à 5 genres.
Ce sont des arbres, des arbustes ou des lianes, certains des zones arides, des régions subtropicales à tropicales.

## Étymologie
Le nom vient du genre type Dichapetalum non latinisé du grec δίχα / dicha, « en deux », et πετάλων / petalon, pétale, en référence aux pétales bilobées de la plante.

## Classification
La classification phylogénétique APG (1998) a déplacé cette famille dans l'ordre des Malpighiales.
La classification phylogénétique APG II (2003) propose optionnellement d'intégrer cette famille à celle des Chrysobalanaceae.
La classification phylogénétique APG III (2009), qui n'a jamais recours à des familles optionnelles, cette famille est reconnue.

## Liste des genres
Selon Angiosperm Phylogeny Website (19 mai 2010) :
- genre Dichapetalum Thouars
- genre Stephanopodium (en) Poepp.
- genre Tapura Aubl.

Selon NCBI (19 mai 2010) :
- genre Dichapetalum
- genre Tapura

Selon DELTA Angio (19 mai 2010) :
- genre Dichapetalum
- genre Falya (en)
- genre Gonypetalum (es)
- genre Stephanopodium (en)
- genre Tapura

## Liste des espèces
Selon NCBI (19 mai 2010) :
- genre Dichapetalum
  - Dichapetalum brownii
  - Dichapetalum crassifolium
  - Dichapetalum macrocarpum
  - Dichapetalum mossambicense
- genre Tapura
  - Tapura amazonica
  - Tapura guianensis